# Edwin Twemlow
Edwin Twemlow (Sandbach, 4 juni 1906 – Conwy, 1979) was een Brits motorcoureur. Hij was de jongere broer van Kenneth Twemlow. Beide broers wonnen al bij hun debuut een race van de Isle of Man TT. 
Edwin en Kenneth waren zoons van Samuel Poole Twemlow en Fanny Foden. Hun moeder was de dochter van William Foden en kleindochter van Edwin Foden, de oprichter van de vrachtautofabrikant Foden.
Edwin en Kenneth Twemlow debuteerden in de allereerste uitvoering van het Manx Amateur Road Race Championship in 1923. Dat besloeg slechts één race, waarin Edwin zevende en Kenneth tweede werd. In de TT van Man van 1924 wonnen ze allebei meteen een race: Kenneth de Junior TT en Edwin de Lightweight TT. Edwin won ook de Lightweight TT van 1925. Daarna stapten ze beiden van New Imperial over op HRD en werden de resultaten minder goed. Edwin haalde zelfs geen enkele maal de finish van de TT van Man. Pas toen ze in 1928 overstapten op DOT ging het weer beter. Edwin werd derde in de Lightweight TT van 1928. In zijn laatste jaar (1930) op Cotton werd hij zevende in de Lightweight TT. 
Daarna verdwenen zowel Edwin als Kenneth uit de uitslagen van de TT van Man. Van Kenneth is bekend dat hij met speedboten racete. Edwin trad in de voetsporen van zijn vader bij vrachtautofabrikant Foden. Daar was hij in de leer geweest en hij werkte aanvankelijk aan prototypen op de tekenkamer. Hij ontwierp de eerste Foden-vrachtauto met luchtbanden (wel nog met stoomaandrijving). Later ontwikkelde hij ook de Foden-dieselvrachtauto's. In 1940 was hij hoofdontwerper en hoofdingenieur bij Foden. In 1951 werd hij joint-managing director. 
Edwin Twemlow overleed in 1979 in Aberconwy, een stadsdeel van Conwy in het noorden van Wales. 

## Isle of Man TT resultaten
| Jaar | Klasse         | Motorfiets   | Plaats |                                   | Winnaar |
| ---- | -------------- | ------------ | ------ | --------------------------------- | ------- |
| 1924 | Junior TT      | New Imperial | DNF    | Kenneth Twemlow, New Imperial     |         |
| 1924 | Lightweight TT | New Imperial | 1e     | Edwin Twemlow, New Imperial       |         |
| 1925 | Junior TT      | New Imperial | DNF    | Wal Handley, Rex-ACME             |         |
| 1925 | Lightweight TT | New Imperial | 1e     | Edwin Twemlow, New Imperial       |         |
| 1926 | Junior TT      | HRD          | DNF    | Alec Bennett, Velocette KSS Mk I  |         |
| 1926 | Senior TT      | HRD          | DNF    | Stanley Woods, Norton             |         |
| 1926 | Junior TT      | HRD          | DNF    | Alec Bennett, Velocette KSS Mk I  |         |
| 1926 | Senior TT      | HRD          | DNF    | Stanley Woods, Norton             |         |
| 1927 | Junior TT      | Excelsior    | 6e     | Freddie Dixon, HRD                |         |
| 1927 | Lightweight TT | Excelsior    | DNF    | Wal Handley, Rex-ACME             |         |
| 1928 | Junior TT      | DOT-JAP      | DNF    | Alec Bennett, Velocette KSS Mk I  |         |
| 1928 | Lightweight TT | DOT-JAP      | 3e     | Frank Longman, OK Supreme         |         |
| 1929 | Junior TT      | DOT-JAP      | DNF    | Freddie Hicks, Velocette KTT Mk I |         |
| 1929 | Lightweight TT | DOT-JAP      | 7e     | Syd Crabtree, Excelsior           |         |
| 1929 | Senior TT      | DOT-JAP      | 9e     | Charlie Dodson, Sunbeam           |         |
| 1930 | Lightweight TT | Cotton       | 7e     | Jimmie Guthrie, AJS               |         |
| 1930 | Senior TT      | Cotton       | DNF    | Wal Handley, Rudge                |         |